# Élections législatives tibétaines de 1996
Les Élections législatives tibétaines de 1996 se sont tenues le 25 avril 1996 grâce aux travaux d'une Commission électorale tibétaine, permettant aux Tibétains en exil d'élire 43 députés membres du Parlement tibétain en exil. En outre, 3 députés, Yeshe Tseten, Tharlam Dolma, et Thupten Lungrig ont été nommés par dalaï-lama. Samdhong Rinpoché et Thupten Lungrig furent élus respectivement président et vice-président du Parlement.
La 12e Assemblée tibétaine siège du 29 mai 1996 au 30 mai 2001.

## Liste des parlementaires de la12eAssemblée tibétaine
| Nombre (et position) | Membre                                                                    | Corps électoral ou tradition |
| -------------------- | ------------------------------------------------------------------------- | ---------------------------- |
| 1 Président          | Samdhong Rinpoché                                                         | Kham                         |
| 2 Vice-Président     | Thupten Lungrig                                                           | Nommé par le dalaï-lama      |
| 3                    | Tsering Phuntsok                                                          | Tradition Nyingmapa          |
| 4                    | Bhutuk Gyari                                                              | ""                           |
| 5                    | Karma Sherab Tharchin                                                     | Tradition Kagyupa            |
| 6                    | Lodoe Tharchen                                                            | ""                           |
| 7                    | Pema Jungney                                                              | Tradition Sakyapa            |
| 8                    | Guru Gyaltsen                                                             | "                            |
| 9                    | Ngyag-ri Yonten Phuntsok                                                  | Tradition Gelugpa            |
| 10                   | Ghajang Tashi Gyaltsen                                                    | "                            |
| 11                   | Jadur Sonam Sangpo                                                        | Tradition Bönpo              |
| 12                   | Thokme (Kyung lung Thogmey)                                               | "                            |
| 13                   | Ngawang Lhamo                                                             | Ü-Tsang                      |
| 14                   | Tsering Norzom                                                            | "                            |
| 15                   | Namgyal Wangdu                                                            | "                            |
| 16                   | Rachu Dawa Tsering (démissionne, replacé par Lobsang Choephel)            | "                            |
| 17                   | Dongsur Ngawang Tenpa                                                     | "                            |
| 18                   | Karma Chophel                                                             | "                            |
| 19                   | Norbu Dhargye (démissionne, replacé par Gonshar Tashi Wangdu)             | "                            |
| 20                   | Pema Tsewang                                                              | "                            |
| 21                   | Thangsar Yonten Gyatso                                                    | "                            |
| 22                   | Lobsang Shastri                                                           | "                            |
| 23                   | Sonam Togyal                                                              | Kham                         |
| 24                   | Tsultrim Tenzin                                                           | "                            |
| 25                   | Andrug Choegkyi (Tamdin Choegkyi)                                         | "                            |
| 26                   | Dolma Gyari                                                               | "                            |
| 27                   | Lobsang Nyandak                                                           | "                            |
| 28                   | Gapa Nyisang                                                              | "                            |
| 29                   | Karze Pema Choejor (Pema Chinnjor, élu au Kashag, replacé par True Lhamo) | "                            |
| 30                   | Chemi Youndon                                                             | "                            |
| 31                   | Lingtsang Tsering Dorje                                                   | "                            |
| 32                   | Tenzin Choedon (démission, remplacée par Hortsang Lobsang Tenzin)         | Amdo (Do-Mey)                |
| 33                   | Soepa Gyatso (élu au Kashag, remplacé par Dhugkar Tsering)                | "                            |
| 34                   | Tenzin Khedup                                                             | "                            |
| 35                   | Kirti Dolkar Lhamo                                                        | "                            |
| 36                   | Penpa Tsering                                                             | "                            |
| 37                   | Hortsang Jigme                                                            | "                            |
| 38                   | Thupten Woser                                                             | "                            |
| 39                   | Tsering Dolma                                                             | "                            |
| 40                   | Kalden (disparu, replacé par Tenzin Gonpo)                                | "                            |
| 41                   | Me-O Gonpo Tso                                                            | "                            |
| 42                   | Zatul Rinpoché                                                            | Europe                       |
| 43                   | Dewatsang Thinley Chodon                                                  | "                            |
| 44                   | Wangchuk Dorjee                                                           | Amerique                     |
| 45                   | Yeshe Tseten                                                              | Nommé par le dalaï-lama      |
| 46                   | Tharlam Dolma (demission, replacée par Ngawang Jampa)                     | "                            |